# Tadeusz Gospodarek
Tadeusz Gospodarek (ur. 24 listopada 1924 we Lwowie, zm. 19 czerwca 2010 w Opolu) – polski socjolog, pedagog, specjalizujący się w socjologii kultury.

## Życiorys
Urodził się we Lwowie. Wcześnie stracił ojca – legionistę. Był wychowywany pod opieką matki. Na Łyczakowie ukończył szkołę podstawową, a następnie od 1938 rozpoczął naukę w II Państwowym Gimnazjum im. Karola Szajnochy we Lwowie. Po zajęciu jego rodzinnego miasta przez Armię Czerwoną i włączeniu go do Ukraińskiej SRR pobierał dalej naukę w szkole ukraińskiej, a potem na tajnych kompletach. W 1945 r. rozpoczął studia slawistyczne na Uniwersytecie im. Iwana Franki.
W 1946 przeniósł się z matką do Wrocławia, gdzie zaczął studia polonistyczne na Uniwersytecie Wrocławskim. W tym czasie pracował również jako urzędnik w przedstawicielstwie UNRRA (1946–1947), a potem nauczyciel języka polskiego w Technikum Budowlanym w Oleśnicy.
Magisterium otrzymał w 1951 na podstawie pracy zatytułowanej Powieściopisarstwo Józefa Korzeniowskiego, napisanej pod kierunkiem prof. Stanisława Kolbuszewskiego. W 1954 dzięki wstawiennictwu jego promotora został asystentem w Zakładzie Literatury Polskiej WSP. W 1960 otrzymał stopień doktora nauk humanistycznych w zakresie filologii polskiej na Uniwersytecie Wrocławskim na podstawie pracy: Julia Molińska-Woykowska 1816–1851, napisanej pod kierunkiem prof. Bogdana Zakrzewskiego. Kilkanaście lat później otrzymał stopień doktora habilitowanego na podstawie rozprawy: walka o kulturę narodową ludu na Śląsku (1815–1863).
Od 1965 roku należał do PZPR. W 1969 został docentem na opolskiej WSP. Rozpoczął się okres ewolucji jego zaingerowań badawczych z tematyki filologicznej, zwłaszcza historycznoliterackiej na socjologiczna i politologiczną. W maju 1973 przewodniczący rady Państwa PRL Henryk Jabłoński nadał mu nominację na profesora zwyczajnego na podstawie jego prac o tematyce socjologicznej.
W latach 1972–1981 przez trzy kadencje pełnił funkcję rektora opolskiej WSP.

## Odznaczenia
- Krzyż Komandorski Orderu Odrodzenia Polski
- Krzyż Kawalerski Orderu Odrodzenia Polski
- Złoty Krzyż Zasługi
- Medal Komisji Edukacji Narodowej
- Odznaka tytułu Zasłużony Nauczyciel PRL[1]

## Publikacje
- Walka o kulturę narodową ludu na Śląsku (1815–1863), wyd. PWN, Wrocław 1968.
- Edukacja w procesie przemian cywilizacyjnych i kulturowych, wyd. WSP, Opole 1993.
- Problemy patologii społecznej nieletnich i młodzieży w Polsce, wyd. WSP, Opole 1981.
- Społeczna publicystyka Józefa Lompy podczas Wiosny Ludów, wyd. IŚ, Opole 1974.